# Hot Girls Wanted
Hot Girls Wanted (2015) – amerykański film dokumentalny w reżyserii Jill Bauer i Ronny Gradus. Film miał swoją premierę na Festiwalu Filmowym Sundance w 2015 roku. W Polsce został udostępniony w serwisie Netflix 29 maja 2015 roku.
Początkowo film miał być poświęcony męskiej konsumpcji pornografii na kampusach uniwersyteckich. Twórcy porzucili ten pomysł, gdy odkryli, że mężczyźni oglądali głównie sceny erotyczne z udziałem młodych kobiet. Zaciekawieni tym, dlaczego tak duża liczba młodych kobiet wkracza do branży, zmienili temat filmu, by opowiedzieć ich historię.

## Kontynuacja
Hot Girls Wanted: Turned On, sześcioodcinkowy serial dokumentalny Netflixa, został udostępniony w kwietniu 2017 roku.